# Day on the Green
Day on the Green war ein Rockfestival, das zwischen 1973 und 1992 von Bill Graham jährlich (mit Ausnahmen) in Oakland, Kalifornien, im Oakland Coliseum veranstaltet wurde. Nach Grahams Tod 1991 gab es noch einige Konzerte gleichen Namens 1992 und 1999.
Im Laufe der Zeit traten auf:
- Leon Russell
- Grateful Dead
- The Beach Boys
- Crosby, Stills, Nash & Young
- The Band
- Chicago
- Eagles
- Fleetwood Mac
- Led Zeppelin
- Edgar Winter
- Johnny Winter
- Lynyrd Skynyrd
- Status Quo
- Santana
- Jeff Beck
- Jethro Tull
- The Who
- Aerosmith
- AC/DC
- The Rolling Stones
- Black Sabbath
- The Clash
- The Police
- David Bowie
- Scorpions
- Metallica
- Bob Dylan
- Whitesnake
- U2
- Pink Floyd
- Genesis

u. v. a.